# Jadranka
Jadranka ist ein weiblicher Vorname. Die männliche Form lautet Jadranko. Diese Namen sind vor allem in Kroatien verbreitet.

## Herkunft und Bedeutung des Namens
Der Name leitet sich vom serbokroatischen Wort Jadran ab und bezieht sich auf das Adriatische Meer (Jadransko more/morje). Frei übersetzt bedeutet der Name „Die vom Mittelmeer“. Die italienische Form des Namens ist Adriana.

## Varianten
- männlich: Adria, Adriaan, Adriaen, Adrian, Adrián, Adriano, Adrien, Andrigan, Arian, Adriano, Hadrian, Jadran
- weiblich: Adriana, Adriane, Adrienne, Jadrane

## Bekannte Namensträgerinnen
- Jadranka Celik, Moderatorin bei Hit Radio FFH
- Jadranka Đokić (* 1981), kroatische Schauspielerin
- Jadranka Handlovská (* 1967), slowakische Sängerin mit slowakischem und kroatischem Repertoire
- Jadranka Kosor (* 1953), kroatische Politikerin und Journalistin
- Jadranka Stojaković (1950–2016), bosnische Sängerin
- Jadranka Winbow (* 1956), bosnisch-herzegowinische Diplomatin